# Novoagansk
Novoagansk (in russo Новоаганск?) è un insediamento di tipo urbano della Russia siberiana occidentale situato nel distretto Nižnevartovskij del Circondario Autonomo degli Chanty-Mansi.
Si trova sul fiume Agan, 110 km (in linea d'aria) a nord di Nižnevartovsk.